# Високе (Високівська сільська громада)
Високе (у 1924—46 роках — Високе-Чеське) — село в Україні, адміністративний центр Високівської сільської територіальної громади Житомирського району Житомирської області. Кількість населення становить 1 206 осіб (2001). У 1924—54 роках — адміністративний центр колишньої Високівської (Високо-Чеської) сільської ради, у 1960—2015 роках — адміністративний центр колишньої Високівської сільської ради.

## Загальна інформація
Розташоване за 11 км від Черняхова та за 10 км від залізничної станції Горбаші. В селі розташовується пам'ятка садово-паркового мистецтва Високівський парк.

## Населення
У 1889 році в колонії налічувалося 69 дворів та 359 жителів, у 1906 році — 306 мешканців, дворів — 53, у 1911 році — 333 жителі та 53 дворів, у 1923 році — 329 осіб, дворів — 29, у 1924 році — 377 осіб (з перевагою населення чеської національности), дворів — 29, у 1926 році — 328 осіб, дворів — 29, у 1941 році — 482 особи, дворів — 136.
На початок 1970-х років село мало 598 дворів із населенням 1 700 осіб.
Відповідно до результатів перепису населення СРСР, кількість населення, станом на 12 січня 1989 року, становила 1 374 особи. Станом на 5 грудня 2001 року, відповідно до перепису населення України, кількість мешканців села становила 1 206 осіб.

## Історія
Неподалік села виявлено поселення та поховання доби міді. Засноване як чеська колонія Вишеград у 1878 році, одна з найбільших чеських колоній у Житомирському повіті Волинської губернії. Колонія була окремою адміністративною одиницею, мала власного старосту, входила до складу Бежівської волості. Головним заняттям колоністів було землеробство, зокрема хмелярство. За статистикою, на 400 душ населення припадало 470 десятин землі. У 1905 році тут вироблялося 7 тисяч кіп хмелю. На початку 20 століття в поселенні діяли пивзавод, земська насіннєво-прокатна станція, земська хмелесушарня, кредитне товариство, бакалійна крамниця, винна лавка, трактир. Розміщувалося за 23 версти від Житомира.
У 1906 році — поселення Високе Бежівської волості (7-го стану) Житомирського повіту Волинської губернії. Відстань до губернського та повітового центру, м. Житомир, становила 17 верст, від волосного центру, села Бежів — 8 верст. Найближче поштово-телеграфне відділення розміщувалося у Черняхові.
У 1923 році колонію включене до складу новоствореної Високівської сільської ради, яка 7 березня 1923 року увійшла до складу новоутвореного Черняхівського району Житомирської (згодом — Волинська) округи. Розміщувалося за 12 верст від районного центру, містечка Черняхів. 18 жовтня 1924 року, відповідно до рішення Волинської ГАТК від 8 жовтня 1924 року, в колонії утворено окрему Високо-Чеську національну сільську раду Черняхівського району з підпорядкуванням колоній Велика Горбаша та Чуранда.
У 1924 році у колонії була чеська трудова трирічна школа. У 1920-х роках діяла чеська національна школа, де навчалося 69 дітей. Школу закрито на початку 1930-х років. У 1937-38 роках частина жителів села були репресовані та розстріляні.
7 червня 1946 року, відповідно до указу Президії Верховної ради Української РСР «Про збереження історичних найменувань та уточнення і впорядкування існуючих назв сільрад і населених пунктів Житомирської області», с. Високе-Чеське перейменоване на Високе, відповідно сільська рада — на Високівську. 11 серпня 1954 року, відповідно до указу Президії Верховної Ради Української РСР «Про укрупнення сільських рад по Житомирській області», Високівську сільську раду ліквідовано, с. Високе підпорядковане Високо-Українській (згодом — Високівська) сільській раді Черняхівського району.
На фронтах Другої світової війни воювали 250 селян, з них 170 загинули, 91 — нагороджені орденами і медалями. На їх честь споруджено обеліск Слави. На 4-х братських могилах воїнів, в одній з яких похований Герой Радянського Союзу Д. Плакидін, встановлено пам'ятники.
В радянські часи в селі розміщувалася центральна садиба колгоспу, який обробляв 2,5 тис. га угідь, в тому числі 2,1 тис. га ріллі. Господарство спеціалізувалося на виробництві свинини, мало допоміжні підприємства: млин, виробництво трав'яної муки, пилораму. В селі були середня школа, будинок культури, дві бібліотеки, дільнична лікарня, аптека, пологовий будинок, поштове відділення, ощадна каса, шість магазинів, дві майстерні побутового обслуговування, дитячі ясла-садок. 62 жителі села нагороджені орденами й медалями Радянського Союзу за трудові досягнення, серед них ланкова-льонарка, Герой Соціалістичної Праці, депутат Верховної Ради УРСР Н. Заглада, бригадир тракторної бригади, удостоєний ордена Жовтневої Революції, Г. Баб'як.
29 червня 1960 року, відповідно до рішення Житомирського облвиконкому № 683 «Про об'єднання деяких населених пунктів в районах області», с. Високе-Українське об'єднане із с. Високе, яке стало центром Високівської сільської ради.
6 серпня 2015 року увійшло до складу новоутвореної Високівської сільської територіальної громади Черняхівського району Житомирської області, адміністративний центр громади. Від 19 липня 2020 року, разом з громадою, в складі новоствореного Житомирського району Житомирської області.

## Відомі люди
- Бабич Олексій Олександрович (1997—2022) — солдат Збройних сил України, учасник російсько-української війни.
- Володимир Гостічка (1929—2006) — чеський історик.
- Заглада Надія Григорівна (1894—1977) — передовик сільського господарства, Герой Соціалістичної Праці.